# مايك بيل (لاعب كرة قاعدة أمريكي)
مايك بيل (بالإنجليزية: Mike Bell)‏ هو لاعب كرة قاعدة أمريكي، ولد في 22 أبريل 1968 في لويستون في الولايات المتحدة.

## وصلات خارجية
- مايك بيل (لاعب كرة قاعدة أمريكي) على موقعبيزبول رفرنس.كوم (الدوري الرئيسي) (الإنجليزية)
- مايك بيل (لاعب كرة قاعدة أمريكي) على موقعبيزبول رفرنس.كوم (الدوري الثانوي) (الإنجليزية)